# Rhein-Hellweg-Express
| Zuglauf des RE 11 (hier noch ohne den Streckenabschnitt Paderborn–Kassel) |                             |                      |                                         |
| Kursbuchstrecke (DB): | 415.1, 415.2, 430           |                      |                                         |
| Streckenlänge: | 293 km                      |                      |                                         |
| Streckengeschwindigkeit: | 160 km/h                    |                      |                                         |
| |                             |                      |                                         |
| Bundesland: | Nordrhein-Westfalen, Hessen |                      |                                         |
| Zuglauf |                             |                      |                                         |
| \| \| 0 \| Kassel-Wilhelmshöhe \| (seit 2016) \| \| \| 26 \| Hofgeismar \| (seit 2016) \| \| \| \| Landesgrenze HE/NRW \| \| \| \| 52 \| Warburg (Westf.) \| (seit 2016) \| \| \| 71 \| Willebadessen \| (seit 2016) \| \| \| 89 \| Altenbeken \| (seit 2016) \| \| \| 106 \| Paderborn Hbf \| (2002–2010, seit 2016) \| \| \| 138 \| Lippstadt \| (2002–2010, seit 2016) \| \| \| 159 \| Soest \| (2002–2010, seit 2016) \| \| \| 184 \| Hamm (Westf) Hbf \| (seit 1995) \| \| \| 200 \| Kamen \| (1998–2023, ggf. ab 09/2024) \| \| \| 215 \| Dortmund Hbf \| (1998–2023, ggf. ab 09/2024) \| \| \| 234 \| Bochum Hbf \| (1998–2023, ggf. ab 09/2024) \| \| \| 240 \| Wattenscheid \| (1998–2023, ggf. ab 09/2024) \| \| \| 250 \| Essen Hbf \| (1998–2023, ggf. ab 09/2024) \| \| \| 260 \| Mülheim (Ruhr) Hbf \| (1998–2023, ggf. ab 09/2024) \| \| \| 269 \| Duisburg Hbf \| (1998–2023, ggf. ab 09/2024) \| \| \| 284 \| Düsseldorf Flughafen \| (1998–2010, 2016–2023, ggf. ab 09/2024) \| \| \| 293 \| Düsseldorf Hbf \| (1998–2010, 2016–2023, ggf. ab 09/2024) \| |                             |                      |                                         |
| | 0                           | Kassel-Wilhelmshöhe  | (seit 2016)                             |
| Bahnhof mit S-Bahn-Halt | 26                          | Hofgeismar           | (seit 2016)                             |
| Grenze |                             | Landesgrenze HE/NRW  | Landesgrenze HE/NRW                     |
| Bahnhof | 52                          | Warburg (Westf.)     | (seit 2016)                             |
| Bahnhof | 71                          | Willebadessen        | (seit 2016)                             |
| Bahnhof mit S-Bahn-Halt | 89                          | Altenbeken           | (seit 2016)                             |
| Bahnhof mit S-Bahn-Halt | 106                         | Paderborn Hbf        | (2002–2010, seit 2016)                  |
| Bahnhof | 138                         | Lippstadt            | (2002–2010, seit 2016)                  |
| Bahnhof | 159                         | Soest                | (2002–2010, seit 2016)                  |
| Bahnhof | 184                         | Hamm (Westf) Hbf     | (seit 1995)                             |
| Bahnhof | 200                         | Kamen                | (1998–2023, ggf. ab 09/2024)            |
| Bahnhof mit S-Bahn-Halt | 215                         | Dortmund Hbf         | (1998–2023, ggf. ab 09/2024)            |
| Bahnhof mit S-Bahn-Halt | 234                         | Bochum Hbf           | (1998–2023, ggf. ab 09/2024)            |
| Bahnhof | 240                         | Wattenscheid         | (1998–2023, ggf. ab 09/2024)            |
| Bahnhof mit S-Bahn-Halt | 250                         | Essen Hbf            | (1998–2023, ggf. ab 09/2024)            |
| Bahnhof mit S-Bahn-Halt | 260                         | Mülheim (Ruhr) Hbf   | (1998–2023, ggf. ab 09/2024)            |
| Bahnhof mit S-Bahn-Halt | 269                         | Duisburg Hbf         | (1998–2023, ggf. ab 09/2024)            |
| Bahnhof mit S-Bahn-Halt | 284                         | Düsseldorf Flughafen | (1998–2010, 2016–2023, ggf. ab 09/2024) |
| | 293                         | Düsseldorf Hbf       | (1998–2010, 2016–2023, ggf. ab 09/2024) |

Der Rhein-Hellweg-Express ist ein Regional-Express-Zuglauf im Rhein-Ruhr-Express-Vorlaufbetrieb in Nordrhein-Westfalen und Hessen von Kassel über Warburg, Paderborn, Lippstadt, Soest, Hamm, Dortmund, Bochum, Essen,   Duisburg und Düsseldorf Flughafen nach Düsseldorf mit der Liniennummer RE 11.

## Geschichte
Bereits 1988 wurde die erste getaktete Regionalschnellverkehrslinie mit der Nummer 10 von Dortmund über Essen, Duisburg und Düsseldorf nach Köln eingerichtet. Diese befuhr im Stundentakt die Bahnstrecke Köln–Duisburg und die Bahnstrecke Dortmund–Duisburg, welche schon damals die wichtigsten Bahnstrecken für den Personenverkehr in NRW waren.
Bei Einführung der Regionalschnellbahnen Anfang der 1990er Jahre wurde diese Linie durch den NRW-Express (damals noch RSB 1, ab 1995 dann als Stadt-Express SE 1) von Bielefeld über Hamm, Dortmund, Essen, Duisburg, Düsseldorf und Köln nach Aachen ersetzt. Mit der Verlängerung des Linienweges auf die Bahnstrecke Hamm–Bielefeld und Bahnstrecke Köln–Aachen reichte die Kapazität bald nicht mehr aus, zudem zeigte sich aufgrund des langen Zuglaufes eine hohe Verspätungsanfälligkeit.
Daher wurde im Mai 1998 bei der NRW-weiten Einführung von Regional-Express-Linien der NRW-Express (nun RE 1) um den Westfalen-Express (damals RE 11) von Bielefeld über Hamm, Dortmund, Essen und Duisburg nach Düsseldorf ergänzt, auf dem nördlichen Abschnitt fuhren damit stündlich zwei Regional-Express-Züge.
Zum Fahrplanwechsel im Dezember 2002 wurde das Angebot auf der zentralen Ruhrgebietsachse zwischen Hamm und Düsseldorf auf fünf Regional-Expresse in zwei Stunden verdichtet. Dabei beschränkte sich der NRW-Express nunmehr auf den Linienverlauf Hamm–Aachen, der Westfalen-Express bekam die neue Liniennummer RE 6 und wurde bis Minden verlängert. Die Liniennummer RE 11 erhielt gleichzeitig der neu eingerichtete Rhein-Hellweg-Express, welcher erstmals die Bahnstrecke Hamm–Paderborn wochentags im Zweistundentakt befuhr.
Beim Fahrplanwechsel im Dezember 2010 kam es zu einem Tausch der Linienverläufe von NRW-Express, Rhein-Hellweg-Express und Rhein-Haard-Express (RE 2):
- Der Abschnitt des Rhein-Hellweg-Expresses von Hamm über Soest und Lippstadt nach Paderborn wurde vom NRW-Express übernommen, wobei dieser Abschnitt jedoch nur zweistündlich (aber täglich) bedient wird.
- Der Abschnitt des Rhein-Hellweg-Expresses zwischen Duisburg und Düsseldorf wurde – nun stündlich – mit dem Rhein-Haard-Express getauscht. Im Gegenzug befährt der Rhein-Hellweg-Express – ab jetzt ebenfalls stündlich – den Abschnitt zwischen Duisburg und Mönchengladbach, die Bahnstrecke Duisburg–Mönchengladbach wird damit erstmals umsteigefrei an das östliche Ruhrgebiet angebunden.

Insgesamt ergaben sich durch den Fahrplanwechsel weitere Angebotsverdichtungen: Auf der zentralen Ruhrgebietsachse zwischen Hamm und Duisburg verkehren nun drei Regional-Express-Linien (RE 1, RE 6 und RE 11) im annähernden 20-Minuten-Takt. Verstärkt werden die Abschnitte Hamm – Dortmund durch RE 3, Bochum – Essen durch RE 16 und Essen – Duisburg durch RE 2.
Im Zuge des Vorlaufsbetriebes für den Rhein-Ruhr-Express kehrte der Rhein-Hellweg-Express zum Fahrplanwechsel am 11. Dezember 2016 wieder auf seinen ursprünglichen Zuglauf zwischen Düsseldorf und Paderborn zurück und wurde bis Kassel-Wilhelmshöhe verlängert. Im Abschnitt zwischen Hamm und Kassel ergibt sich zusammen mit den beiden verbleibenden IC-Zugpaaren der Mittedeutschlandverbindung ein Zweistundenrhythmus. Ein zusätzliches Zugpaar des Rhein-Hellweg-Express verkehrt am Abend in der Hauptverkehrszeit über Hamm hinaus bis Paderborn.
Aufgrund längerer planmäßiger Aufenthalte in Duisburg und Dortmund verlängerte sich die Fahrzeit im Regionalverkehr zwischen Paderborn und Düsseldorf im Vergleich zur vorherigen Bedienung durch den RE 1 um bis zu zehn Minuten. Eingesetzt wurden Triebwagen der Baureihe 425 in Doppeltraktion. Teilweise wurden auch zwei zweiteilige Triebwagen der Baureihe 426 eingesetzt, welche mit einem Triebwagen der Baureihe 425 in Dreifachtraktion verkehrten. In Ausnahmefällen wurde auch eine Vierfachtraktion der Baureihe 426 eingesetzt.
Der Anzahl der täglichen Umläufe, die den gesamten Streckenabschnitt bedienten, wurde von acht auf sieben reduziert. Der Dortmund-Kassel-Sprinter der Eurobahn am Tagesrand wurde (ab Hamm) in den Rhein-Hellweg-Express integriert.
Der ab dem Fahrplanwechsel nicht mehr vom Rhein-Hellweg-Express bediente Abschnitt von Duisburg über Krefeld nach Mönchengladbach wurde von der zum RE 42 (Niers-Haard-Express) aufgewerteten RB 42 übernommen, die von Münster kommend ab Essen über Mülheim, Duisburg und Krefeld verlängert wurde. Mit der Verlängerung des Rhein-Hellweg-Express nach Kassel haben sich die Fahrgastzahlen im Abschnitt Paderborn – Warburg von 1.000 im Fahrplanjahr 2016 (damals fuhr nur die RB 89 als SPNV in dem Abschnitt) auf 1.900 im Fahrplanjahr 2018 fast verdoppelt.
Ab dem Fahrplanwechsel im Dezember 2018 bis zum 16. Januar 2022 betrieb Abellio Rail NRW die Linie. Sie war als Teillos des Rhein-Ruhr-Expresses von der DB Regio an Abellio übergegangen. Aufgrund der Insolvenz von Abellio übernahmen die Schweizer Centralbahn sowie TRI Train Rental den Betrieb vom 17. Januar bis 27. Februar 2022.
Seit dem 28. Februar 2022 führt National Express die Fahrten auf der Linie aus.
Aufgrund von Bauarbeiten am Dortmunder Hauptbahnhof und im Streckenabschnitt Soest–Hamm wurde der Rhein-Hellweg-Express zwischen Juni 2021 und April 2023 im Abschnitt Soest–Bochum über Werl, Unna und Dortmund-Hörde umgeleitet, wo Halte bedient wurden. Die Halte Kamen, Kamen-Methler und Dortmund Hbf wurden in dieser Zeit mit Ausnahme einzelner Fahrten in den Tagesrandlagen nicht bedient, Hamm Hbf nur durch einzelne dort endende Züge. Statt in Hamm erfolgte in Unna die Schwächung und Stärkung der Züge.
Die Umleitung sollte zunächst bis Dezember 2022 erfolgen, dauerte jedoch bis zum 14. April 2023.
Aufgrund der erfreulichen Entwicklung der Fahrgastzahlen nach Verlängerung der Linie nach Kassel, planten NWL und NVV mit dem Fahrplanwechsel im Dezember 2020 das Angebot weitgehend auf einen Stundentakt zu verdichten. Aufgrund von Personalrekrutierungsproblemen, Bauarbeiten und der Insolvenz des Betreibers Abellio musste die Umsetzung mehrfach auf den Fahrplanwechsel im Dezember 2023 verschoben werden. Zwischen Paderborn und Kassel wurden dazu Fahrten der Linien RB 89 und RE 17 ersetzt. Fahrplanlücken im Stundentakt bestehen nur noch für zwei Intercity-Zugpaare.
Zudem hat National Express aus Personalmangel den Betrieb auf dem Streckenabschnitt Hamm–Düsseldorf fast komplett gestrichen. Aus Richtung Kassel kommend muss zur Weiterfahrt nach Düsseldorf in Hamm umgestiegen werden. Im Mai 2024 wurde veröffentlicht, dass dieser weitgehende Ausfall bis zum 2. August 2024 erfolgen soll, im Juli wurde dies bis zum 1. September 2024, im August noch mal bis zum 6. Oktober 2024 verlängert, am 24. September bis zum 14. Dezember 2024, am 2. Dezember 2024 bis zum 15. Juni 2025.

## Zuglauf und Fahrplantakt

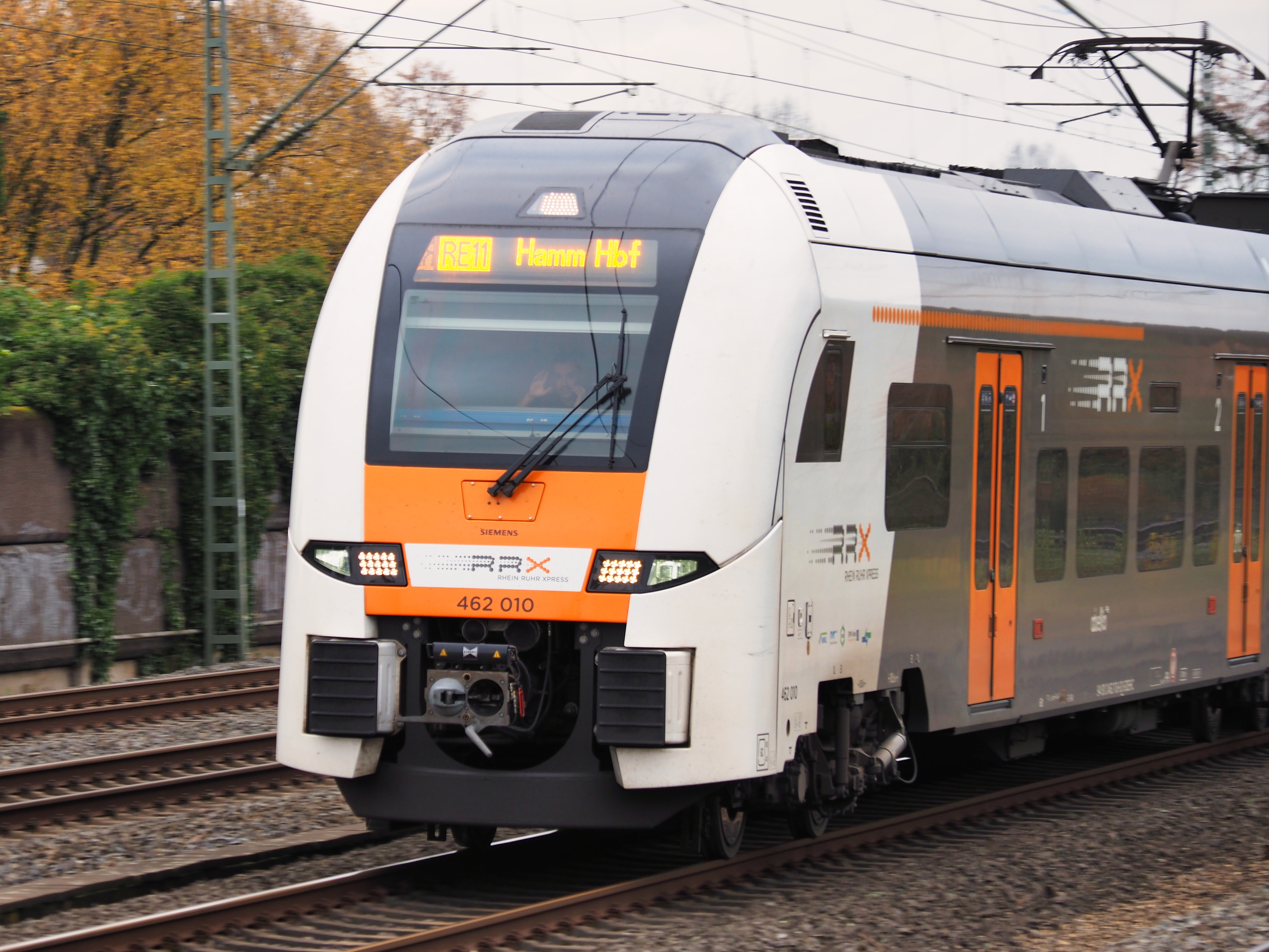
Rhein-Hellweg-Express, Siemens Desiro HC, 2021

Der Rhein-Hellweg-Express verkehrt täglich im Stundentakt und benutzt dabei insgesamt fünf Eisenbahnstrecken:
- die Bahnstrecke Kassel–Warburg durchgehend (gemeinsam mit allen Zügen des Regional- und Fernverkehrs),
- die Bahnstrecke Hamm–Warburg durchgehend (gemeinsam mit allen Zügen des Regional- und Fernverkehrs),
- die Bahnstrecke Dortmund–Hamm (ehem. CME) durchgehend (gemeinsam mit allen Zügen des Regional- und Fernverkehrs),
- die Ruhrstrecke Dortmund–Duisburg (ehem. BME) durchgehend (Fernverkehrsgleise, gemeinsam mit allen Zügen des Regional- und Fernverkehrs),
- Bahnstrecke Köln–Duisburg zwischen Duisburg und Düsseldorf.
Auf diesem vier- bis sechsgleisigen Abschnitt benutzt der Rhein-Hellweg-Express die sogenannten Ortsgleise oder die S-Bahn-Gleise, ebenso wie der Rhein-Haard-Express RE 2, der Rhein-Emscher-Express RE 3, der Rhein-Weser-Express RE 6, der Rhein-IJssel-Express RE 19 und abschnittsweise auch die S-Bahn. Nur der NRW-Express RE 1 und der Rhein-Express RE 5 benutzen hier die Fernverkehrsgleise.

Von 2010 bis 2016 benutzte er ebenfalls fünf Bahnstrecken:
- die Bahnstrecke Dortmund–Hamm durchgehend,
- die Ruhrstrecke Dortmund–Duisburg durchgehend (Fernverkehrsgleise),
- die Bahnstrecke Duisburg–Mönchengladbach durchgehend (gemeinsam mit allen Zügen des Regional- und Güterverkehrs), mit den ursprünglichen Teilstücken
  - der Bahnstrecke Osterath–Dortmund Süd (ehem. RhE) von Duisburg (Stichstrecke) bis Krefeld-Uerdingen,
  - der Bahnstrecke Duisburg-Ruhrort–Mönchengladbach (ehem. RCGE) von Krefeld-Uerdingen bis Mönchengladbach.

Bis 2010 verkehrte er im Zweistundentakt und benutzte nur vier Eisenbahnstrecken:
- die Bahnstrecke Hamm–Warburg zwischen Hamm und Paderborn,
- die Bahnstrecke Dortmund–Hamm durchgehend,
- die Bahnstrecke Dortmund–Duisburg durchgehend,
- die Bahnstrecke Köln–Duisburg zwischen Duisburg und Düsseldorf (Orts- bzw. S-Bahn-Gleise).

## Betreiber
Die Linie wurde von der DB Regio NRW nach einem besonderen Vertrag mit den nordrhein-westfälischen Aufgabenträgern betrieben. Sie blieb bis zum Fahrplanwechsel am 13. Dezember 2015 bei DB Regio. Gegenstand des Vertrages war die zweistündliche Bedienung zwischen Hamm und Paderborn, die seit dem Fahrplanwechsel im Dezember 2010 vom RE 1 übernommen wurde. Gleichzeitig wurde für die Züge die Verlängerung um einen sechsten Doppelstockwagen vereinbart.
Im Rahmen der sogenannten RRX-Interimsvergabe wurden die Leistungen von Dezember 2016 bis zum Fahrplanwechsel 2018 durch DB Regio erbracht, seit dem Fahrplanwechsel am 9. Dezember 2018 wurde die Linie von Abellio Rail NRW im Rahmen des neuen Rhein-Ruhr-Express betrieben.
Aufgrund der Insolvenz von Abellio Rail NRW und der damit einhergehenden vorzeitigen Kündigung des Verkehrsvertrages wurde die Linie im Rahmen einer Notvergabe zum 1. Februar 2022 bis Dezember 2023 von National Express übernommen. Zwischen dem 17. Januar 2022 und dem 27. Februar 2022 wurden die Verkehrsleistungen kurzzeitig durch die Centralbahn und TRI Train Rental erbracht.
Bei der Neuvergabe erhielt National Express den Zuschlag für den Betrieb bis Dezember 2033.
Aufgrund des Personalmangels bei National Express, wird der Abschnitt Düsseldorf-Hamm teilweise vom Betreiber TRI Train Rental seit Juni 2025 bis voraussichtlich 5. September mit n-Wagen betrieben.

## Fahrzeugeinsatz

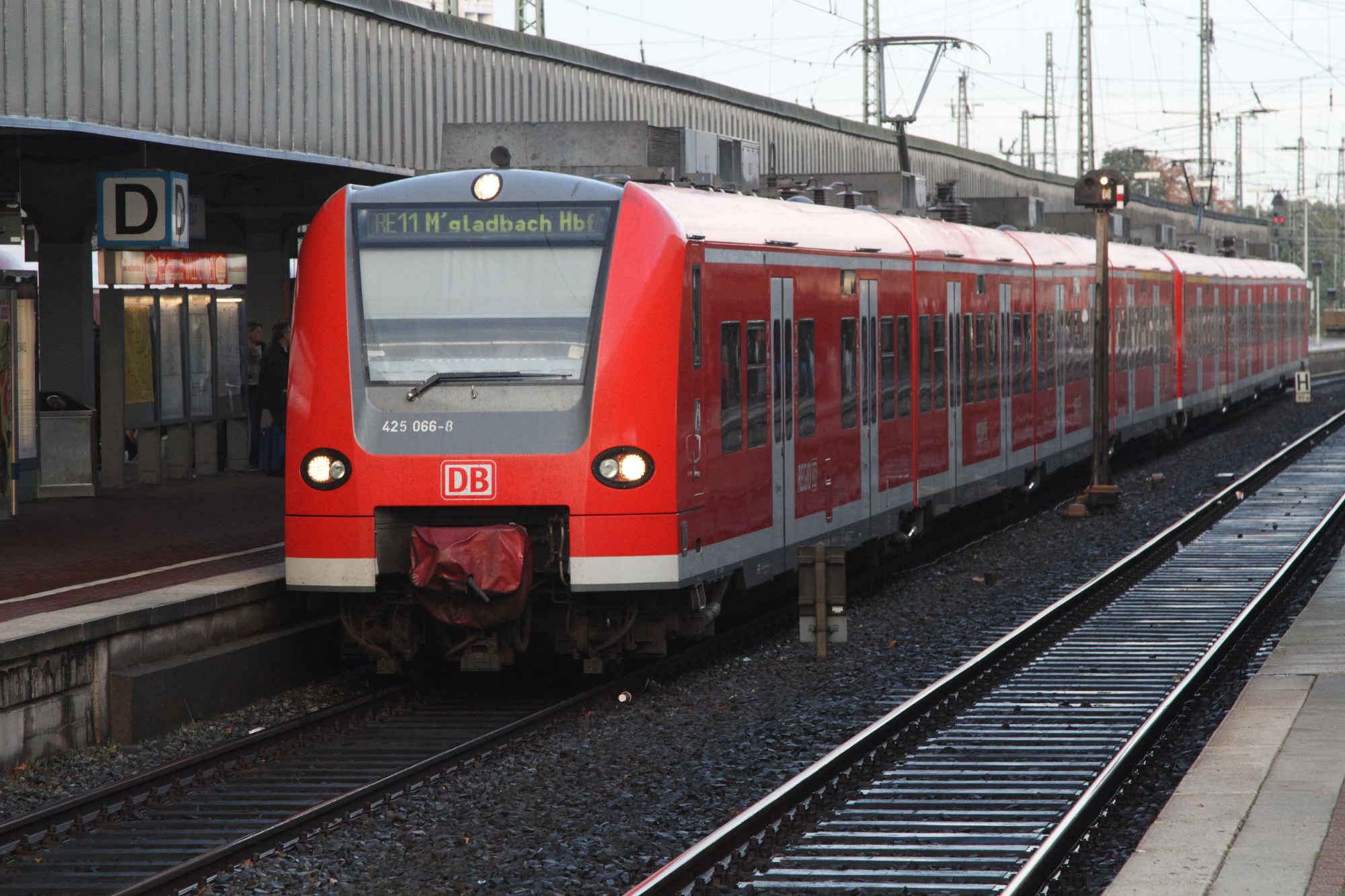
Rhein-Hellweg-Express in Dortmund Hbf, Baureihe 425, 2013

Vor der Vertaktung wurden die damaligen Verstärkerzüge zwischen Bielefeld und Duisburg bzw. Düsseldorf in der Regel aus vier bis fünf n-Wagen gebildet, bespannt mit Elektrolokomotiven der Baureihen 110, 141 oder 143.
Während der RE 11 vertaktet in der Relation zwischen Bielefeld und Düsseldorf verkehrte, bestanden die Züge zunächst generell aus der Baureihe 110 und vier n-Wagen, später auch als Wendezüge mit Steuerwagen. Etwa ab Beginn des 21. Jahrhunderts fuhr er mit der Baureihe 111 und vier Doppelstockwagen der Gattungen 751, 756 und 761. Mit dem Wechsel auf den Laufweg zwischen Paderborn und Düsseldorf verkehrten zunächst kurzzeitig n-Wagen mit je einer Baureihe 112 an beiden Zugenden, kurz darauf dann als fünfteiliger n-Wagen-Wendezug mit der Baureihe 111.
Schnell jedoch wurde bemerkt, dass das Fahrgastaufkommen höhere Kapazitäten verlangte, weshalb Lokomotiven der Baureihe 112 (z. T. auch 111) mit vier neuen Doppelstockwagen eingesetzt wurden. Die Wagen verfügten über Klimaanlage und waren für eine Höchstgeschwindigkeit von 160 km/h zugelassen. Die Linie erreichte eine Durchschnittsgeschwindigkeit von 81 km/h. Der Laufwegwechsel im Dezember 2010 auf die Relation zwischen Hamm und Mönchengladbach änderte zunächst nichts am Fahrzeugeinsatz.
Ab dem 21. Februar 2011 wurden die Doppelstockzüge sukzessive auf Triebwagen der Baureihe 425 Plus umgestellt, die zuvor für den Einsatz auf dieser Linie modernisiert wurden. Unter anderem wurden neue Sitze zum eingebaut und die erste Klasse auf ein Triebzugende konzentriert.
Seit dem 9. Dezember 2018 setzt Abellio die RRX-Triebwagen des Typs Siemens Desiro HC in Doppeltraktion zwischen Düsseldorf und Hamm ein. Zwischen Hamm und Kassel verkehren die Fahrten in Einfachtraktion. Die Schwächung und Stärkung der Zugläufe findet im Bahnhof Hamm statt.
Während des Interimsverkehrs aufgrund der Abellio-Insolvenz vom 17. Januar 2022 bis einschließlich 27. Februar 2022 setzten Centralbahn und TRI Train Rental zwischen Essen und Kassel zwei wechselnde Garnituren mit Lokomotiven der Baureihe 111 und zwei bzw. drei Doppelstockwagen sowie zwei Garnituren mit Lokomotiven der Baureihe 182 und Abteilwagen ein. Die Garnituren der Centralbahn verkehrten als Wendezüge teilweise mit Steuerwagen oder mit zwei Lokomotiven in Sandwich-Traktion, während die Garnituren der TRI Train Rental über keinen Steuerwagen verfügten und in den Endbahnhöfen umsetzen mussten.

## Planungen

### Überschlagene Wende in Kassel
Zur Erhöhung der Fahrplanstabilität plant der Zweckverband Westfalen-Lippe (NWL) in Kassel-Wilhelmshöhe generell eine überschlagene Wende durchführen zu lassen. Bislang wechseln Fahrten die bis 8 Uhr, um 14 Uhr und ab 18 Uhr in Kassel-Wilhelmshöhe ankommen innerhalb von sieben Minuten die Fahrtrichtung und fahren wieder zurück. Verspätungen aus der Ankunft werden so häufig auf die nächste Abfahrt übertragen. Zu den übrigen Zeiten sorgen Taktunterbrechungen durch Fernverkehrszüge in gleicher Taktlage dafür, dass die Fahrzeuge etwa eine Stunde in Kassel verbleiben und somit Verspätungen bis zu einer Stunde auffangen können. Der Betreiber National Express hat einen zusätzlichen Bedarf von 14 Mitarbeitern durch diese Maßnahme ermittelt. Da das Unternehmen nicht ausreichend Personal rekrutieren kann, ist die Umsetzung auf unbestimmte Zeit verschoben.
Im Rahmen des DSTW Ausbaus in Kassel soll südlich des Bahnhofes Kassel-Wilhelmshöhe ein Wendegleis im Bereich des ehemaligen Gleises 530 II errichtet werden. Dieses soll über Weichen an die Gleise 7–10 angebunden werden. Das Wendegleis soll mit Oberleitung elektrifiziert werden und eine Nutzlänge von 230 Metern, passend für eine Doppeltraktion der Baureihe 462, aufweisen. Es sind Einrichtungen zur Wasserver- und entsorgung vorgesehen. Bislang werden bei überschlagener Wende die Fahrten mit Fahrtrichtungswechsel am Hauptbahnhof abgestellt.